# Dadullah
Dadullah, ook wel Mullah Dadullah of Dadullah Akhund genoemd (ca. 1966 - provincie Helmand, 12 mei 2007) was een Afghaanse Pathaan die uit de provincie Uruzgan afkomstig was. Bij leven was hij de belangrijkste Afghaanse militaire leider van de Taliban die bekendstond om zijn radicalisme en wreedheid en die werd geacht op vertrouwelijke voet te verkeren met de hoogste Talibanleider, Mohammed Omar.
Dadullah was reeds decennialang als strijder actief. In de jaren tachtig vocht hij tegen het binnengevallen leger van de toenmalige Sovjet-Unie (de Afghaanse Oorlog (1979-1989)). In die periode of tijdens het oprukken van de Taliban naar Kaboel in de jaren negentig verloor hij een been. Eind 2001 werd hij in de provincie Kunduz belegerd door Abd al-Rashid Dostum, de op de hand van de Amerikanen zijnde Oezbeekse legeraanvoerder. Hij wist echter naar de zuidelijker gelegen provincie Kandahar te ontkomen. Deze ontsnappingsactie vergrootte zijn populariteit bij de Taliban en leverde hem het opperbevel van deze streng islamitische groepering op. Ook werd hij opgenomen in de Rabhari Shura, de uit tien mannen bestaande raad van Talibanleiders. Verantwoordelijk voor deze benoeming was Mohammed Omar.
Onder de leiding van Dadullah voerde de Taliban de jaren voor zijn dood geregeld aanvallen in zuidelijk Afghanistan uit en werden er diverse zelfmoordaanslagen gepleegd. Ook liet hij buitenlanders en met de internationale NAVO-eenheden van de ISAF en de regering van president Hamid Karzai (in zijn ogen) samenwerkende Afghanen ontvoeren. Laatstgenoemden liet hij soms ook onthoofden.
Hij schuwde de publiciteit niet, een ongebruikelijke houding voor Talibanleiders, waarbij hij hoog opgaf van de gevechtskracht van de Taliban. Bij gevechten in mei 2007 met soldaten van het Afghaanse leger in het zuiden van Afghanistan verloor de ongeveer 41-jarige Dadullah (alsook zijn broer) het leven, hetgeen een grote tegenslag voor de Taliban betekende. Zijn lichaam werd overgebracht naar de stad Kandahar, waar hij een islamitische begrafenis kreeg.